# Častrov
Častrov település Csehországban, a Pelhřimovi járásban. Častrov Veselá, Lhota-Vlasenice, Mezná, Polesí, Kamenice nad Lipou, Počátky, Žirovnice, Božejov, Pelhřimov és Střítež településekkel határos. Lakosainak száma 636 fő (2024. január 1.).

## Népesség
A település lakosságának változását az alábbi diagram mutatja:
| Lakosok száma | 1777 | 1890 | 1796 | 1103 | 771  | 513  | 591  | 617  | 623  | 636  |
|               | 1869 | 1890 | 1921 | 1950 | 1980 | 2001 | 2017 | 2019 | 2022 | 2024 |